# Jesús Postigo
Pour les articles homonymes, voir Postigo.
Jesús Juan Bautista Postigo Quintana, né le 24 juin 1953, est un homme politique espagnol membre du Parti populaire (PP).
Il est élu député de la circonscription de Ségovie lors des élections générales de juin 2016.

## Biographie

### Études et profession
Titulaire d'une licence en droit, il reprend avec ses frères, en 1982, l'entreprise Gráficas Ceyde, fondée en 1950 et devenue pionnière dans le traitement informatique des arts graphiques. Il a occupé la présidence de la chambre de commerce de la province de Ségovie avant son entrée en politique.

### Candidat malheureux à Ségovie
Dans le cadre des élections municipales de mai 2011, il est choisi par la junte directive et la direction provinciale du Parti populaire de la province de Ségovie pour être le chef de file du parti à Ségovie et affronter le maire socialiste Pedro Arahuetes. Il indique alors que la gestion socialiste est « épuisée, sans idées et sans projet » et ajoute que la politique « doit créer l'environnement et le contexte pour que la croissance économique, la création de postes de travail et le développement d'une ville comme Ségovie soient plus faciles pour l'entrepreneur et le chef d'entreprise »,,. Sa liste remporte le scrutin avec 12 122 voix et 42,63 % des voix devant celle du PSOE qui s'assure du soutien de 42,26 % des votants. Ces résultats se traduisent en 12 mandats pour chacune des deux grandes formations politiques et le siège remporté par Izquierda Unida devient clé pour incliner le rapport de force vers la gauche. Un accord scellé entre les socialistes et IU permet à Arahuetes d'être investi maire pour un troisième mandat, au détriment de Postigo qui officie comme porte-parole du groupe des élus PP.
En décembre 2014, il annonce sa décision de ne pas se représenter lors des élections municipales de mai 2015, principalement pour des raisons « professionnelles et familiales ». Il retourne alors dans le secteur privée ; l'entreprise familiale, qui s'est retrouvée en faillite en 2012 et 2013, est renflouée et mise en vente en juin 2015. Il cède le témoin à Raquel Fernández.

### Député au Congrès
Après l'expulsion de Pedro Gómez de la Serna du parti, accusé d'avoir empoché des commissions illégales sur des contrats s'élevant à plusieurs millions d'euros, Jesús Postigo est choisi par le PP pour occuper la deuxième position sur la liste de Beatriz Escudero à l'occasion des élections générales anticipées de juin 2016 dans la circonscription de Ségovie,,,. Élu au Congrès des députés, il occupe un des trois sièges dévolus à la province. Membre de la commission de l'Industrie, du Commerce et du Tourisme et de la commission bicamérale du Contrôle parlementaire de RTVE, il occupe les fonctions de porte-parole adjoint à la commission de la Défense.

### Vie privée
Il est marié et père de cinq enfants.